# Vitali Petrakov
Vitali Petrakov (né le 10 décembre 1954 à Toula en Russie alors soviétique) est un coureur soviétique sur piste. En 1980 il est médaille d'or aux Jeux olympiques, en poursuite par équipe, et avec ses coéquipiers il bat à deux reprises le record du monde des 4 kilomètres.

## Biographie
Originaire de Toula, cité de la métallurgie russe, connue dans le monde cycliste car elle possède un vélodrome qui a servi d'école de la piste à de nombreux champions soviétiques, Vitali Petrakov, qui fait partie du club local, le VS Toula est un des éléments de base de l'équipe d'URSS de la piste, dans l'exercice de la Poursuite par équipes aux championnats du monde, et aux Jeux olympiques d'été entre 1975 et 1980. La consécration de sa carrière a lieu à Moscou en 1980, lorsque les pistards de l'URSS remportent devant leur public la médaille d'or olympique. Très souvent "placés" lors des championnats du monde de poursuite par équipes, dans la décennie des années 70, les Soviétiques courent en vain après un succès depuis leurs dernières médailles d'or de 1969. 

## Palmarès
- 1975
  -  2e du championnat du monde de poursuite par équipes amateurs (avec Vladimir Osokin,Viktor Sokolov et Alexandre Perov)
- 1976
  -  2e de la poursuite par équipes aux Jeux olympiques de Montréal (avec Vladimir Osokin, Alexandre Perov et Viktor Sokolov)
- 1977
  - 4e du championnat du monde de poursuite par équipes amateurs
- 1978
  -  2e du championnat du monde de poursuite par équipes amateurs (avec Vladimir Osokin, Vassili Ehrlich et Igor Pilipenko)
- 1979
  -  2e du championnat du monde de poursuite par équipes amateurs (avec Vladimir Osokin, Vassili Ehrlich et Viktor Manakov)
- 1980
  -  Champion olympique de la poursuite par équipes aux Jeux olympiques de Moscou[2] (avec Vladimir Osokin, Viktor Manakov, Valeri Movchan et Alexandre Krasnov)
- 1981
  - voir note[3]
  -  Champion d'URSS de la course à l'américaine (avec Vladimir Osokin)